# 蒙莫朗西森林
蒙莫朗西森林（法語：Forêt Montmorency；英語：Montmorency Forest）是位於加拿大魁北克省首府區雅克·卡蒂埃湖（Lac-Jacques-Cartier）地區的森林。
森林的主體位於魁北克城市區以東56.7千米處。該森林中設有許多研究和教育中心，這些中心均由拉瓦尔大学管轄。這片面積66平方千米的區域在1964年由魁北克政府租借給了拉瓦爾大學，租期99年。在2014年，蒙莫朗西森林的保護區面積擴大至了397平方千米。

## 環境
蒙莫朗西森林位於洛朗蒂德山脉中，周邊水系均匯入蒙莫朗西河。該森林最高海拔約1000米，最低約600米，年降水量約1500毫米，植被以白樺為主。

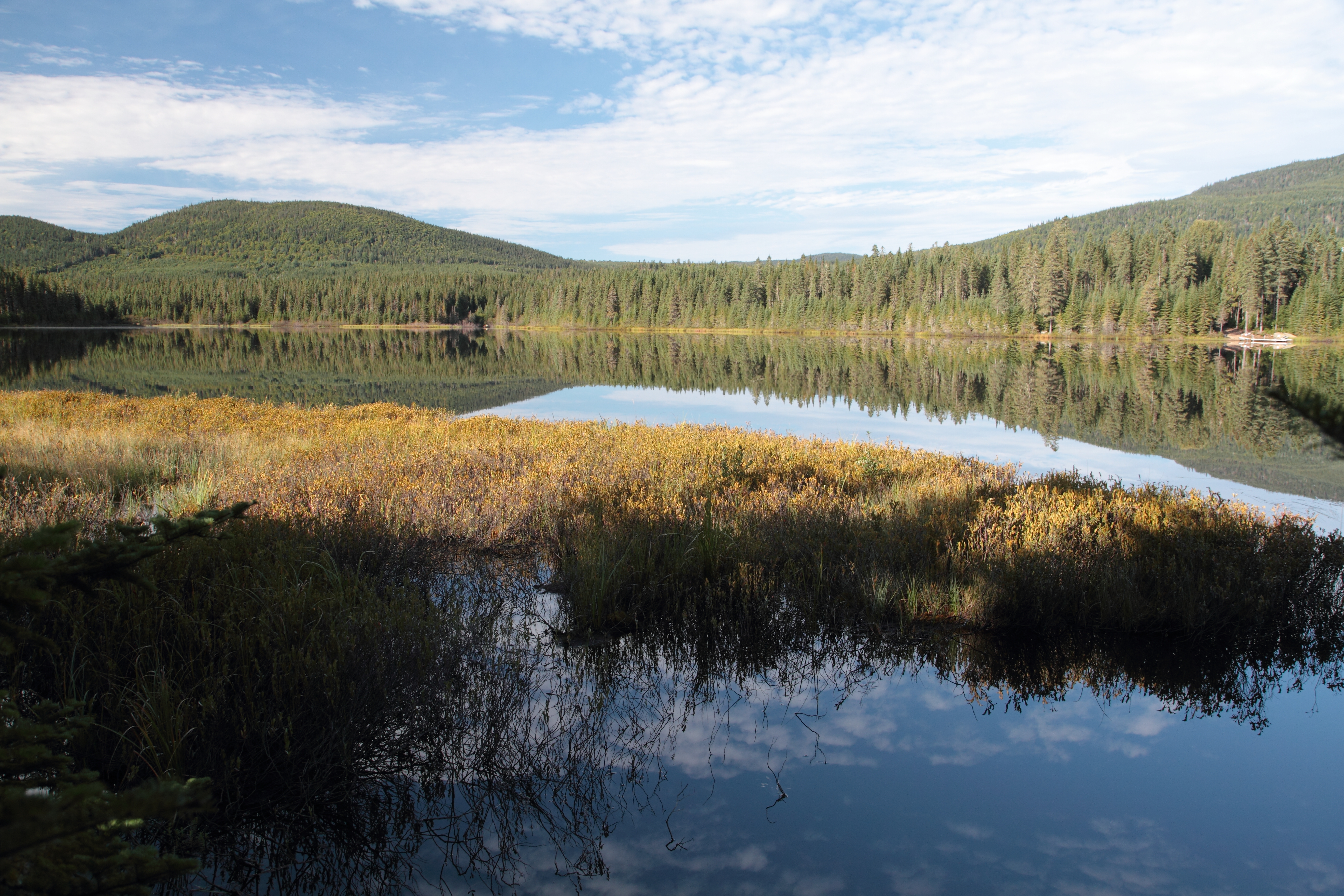
皮谢湖 （Lac Piché）
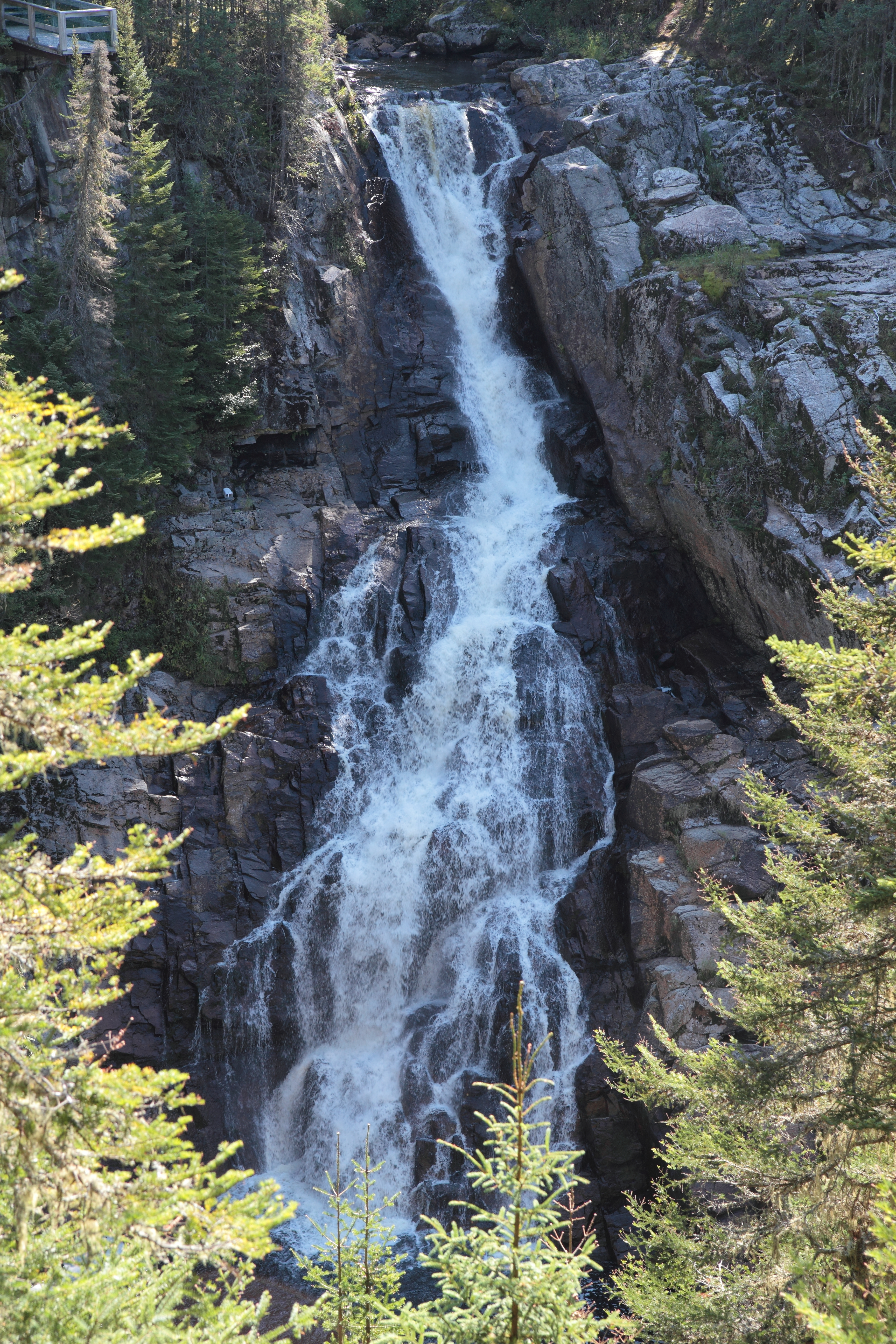
努瓦尔河（Noire）上的瀑布
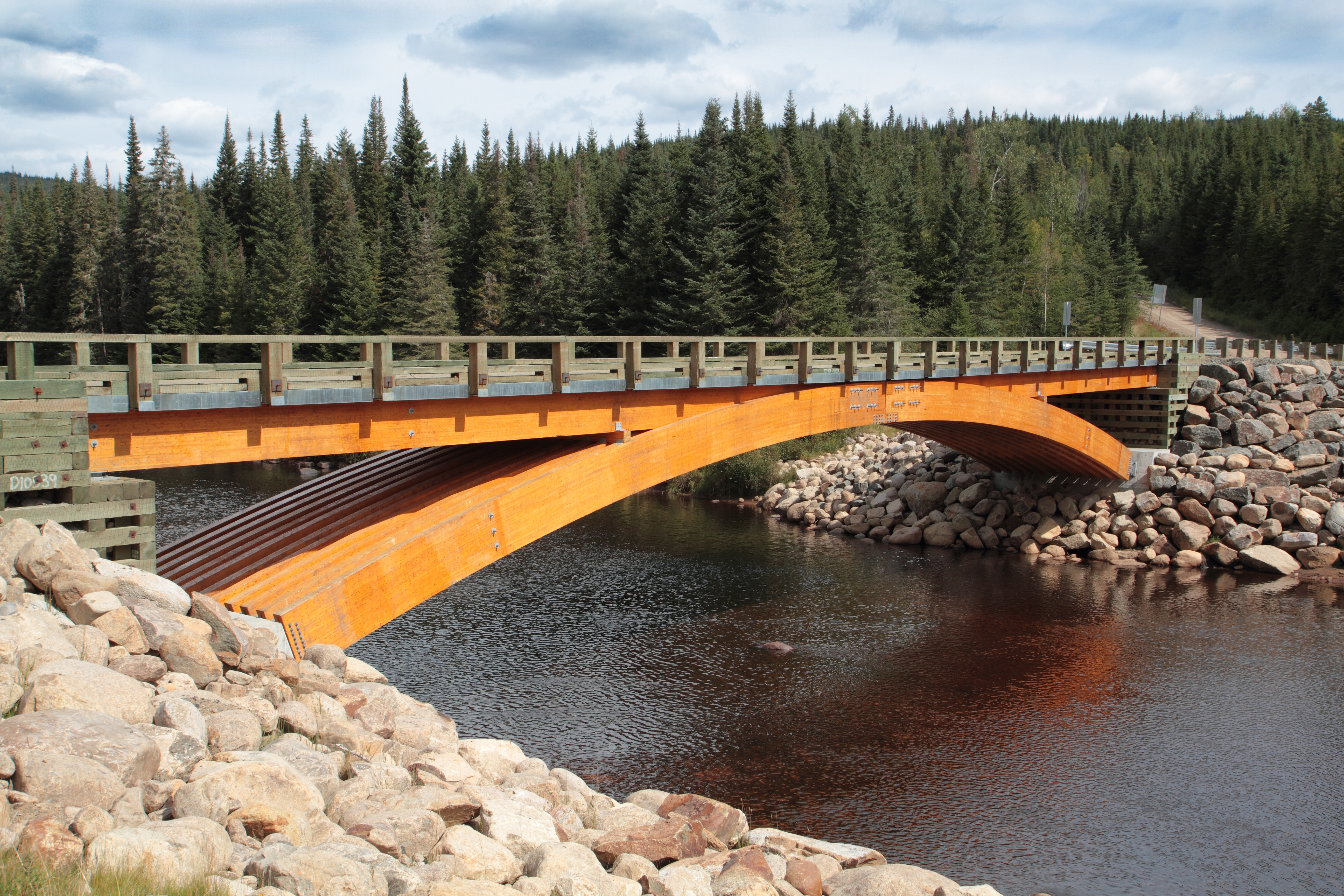
蒙莫朗西河上的木橋
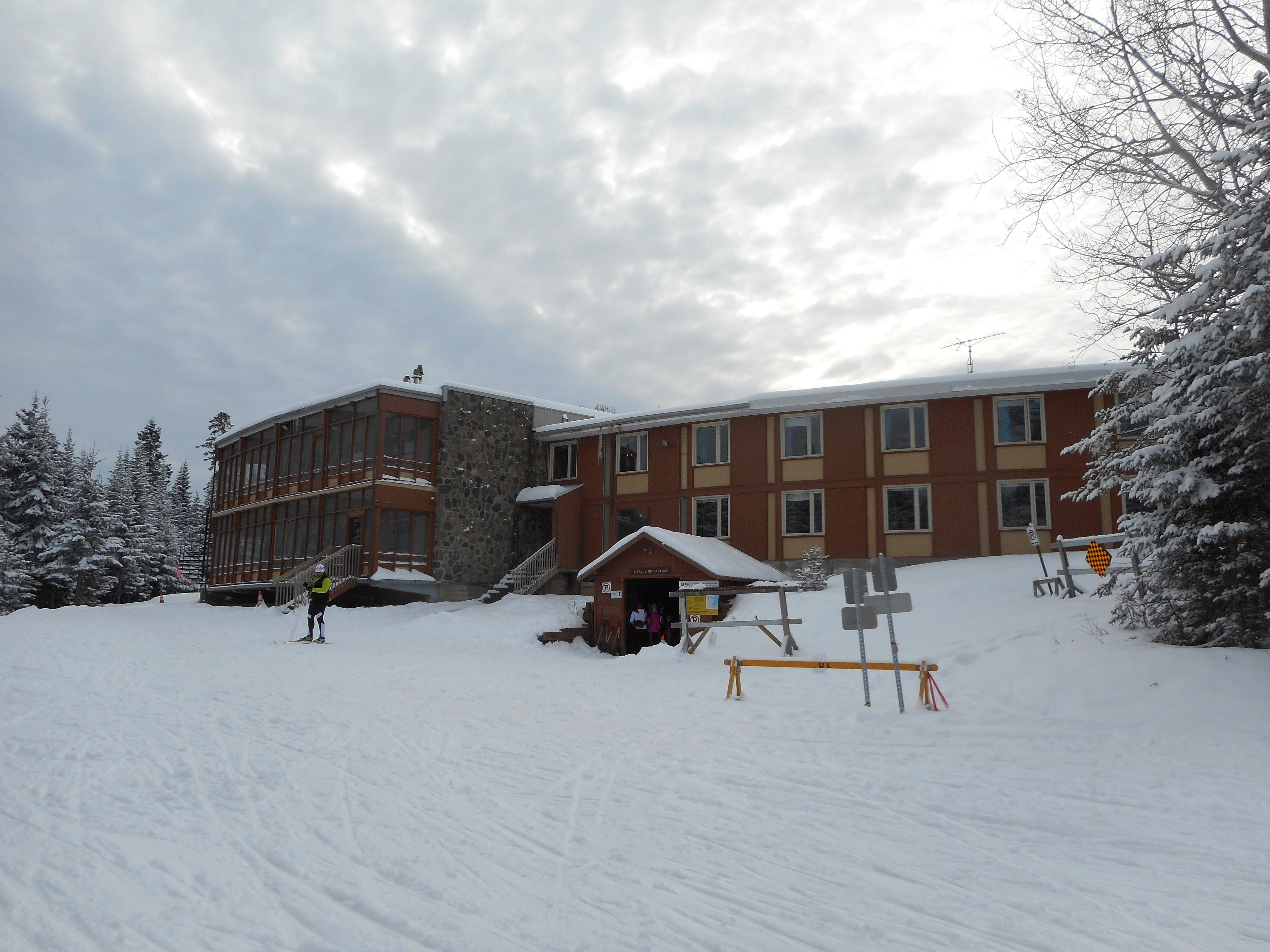
拉瓦爾大學附屬研究中心的宿舍

## 外部連結
- Forêt de Montmorency Site – 來自Natural Resources Canada的介紹
- Forêt Montmorency – 來自拉瓦爾大學的介紹